# Llista de municipis de la província de Castelló
Llista dels municipis de la província de Castelló amb les seves dades bàsiques.
Informació actualitzada per un bot. Els canvis manuals es perdran quan s'actualitzi!
| Escut | Municipi                  | Població | Superfície km² | Densitat | Altitud | Codi postal       | Codi territorial | Dades a Wikidata              |
| ----- | ------------------------- | -------- | -------------- | -------- | ------- | ----------------- | ---------------- | ----------------------------- |
|       | Aiòder                    | 182      | 24,4           | 7,47     | 418     | 12224             | 12017            | Modifica les dades a Wikidata |
|       | Albocàsser                | 1.338    | 82,3           | 16,26    | 538     | 12140             | 12003            | Modifica les dades a Wikidata |
|       | Alcalà de Xivert          | 7.176    | 167,5          | 42,84    | 155     | 12570             | 12004            | Modifica les dades a Wikidata |
|       | Alfondeguilla             | 870      | 28,3           | 30,74    | 219     | 12609             | 12007            | Modifica les dades a Wikidata |
|       | Algímia d'Almonesir       | 258      | 20,3           | 12,69    | 486     | 12414             | 12008            | Modifica les dades a Wikidata |
|       | Almassora                 | 28.497   | 33             | 863,55   | 31      | 12550             | 12009            | Modifica les dades a Wikidata |
|       | Almedíxer                 | 288      | 20,9           | 13,78    | 411     | 12413             | 12010            | Modifica les dades a Wikidata |
|       | Almenara                  | 6.710    | 27,6           | 243,12   | 26      | 12590             | 12011            | Modifica les dades a Wikidata |
|       | Altura                    | 3.790    | 129,6          | 29,25    | 391     | 12410             | 12012            | Modifica les dades a Wikidata |
|       | Arañuel                   | 159      | 19,2           | 8,3      | 405     | 12232             | 12013            | Modifica les dades a Wikidata |
|       | Ares del Maestrat         | 177      | 118,7          | 1,49     | 1.194   | 12165             | 12014            | Modifica les dades a Wikidata |
|       | Argeleta                  | 146      | 15,5           | 9,44     | 311     | 12230             | 12015            | Modifica les dades a Wikidata |
|       | Artana                    | 1.971    | 36,3           | 54,3     | 261     | 12527             | 12016            | Modifica les dades a Wikidata |
|       | Assuévar                  | 352      | 23,4           | 15,04    | 298     | 12490             | 12018            | Modifica les dades a Wikidata |
|       | Atzeneta del Maestrat     | 1.309    | 71,2           | 18,4     | 402     | 12132             | 12001            | Modifica les dades a Wikidata |
|       | Aín                       | 131      | 12,3           | 10,65    | 498     | 12222             | 12002            | Modifica les dades a Wikidata |
|       | Barraques                 | 195      | 42,2           | 4,63     | 981     | 12420             | 12020            | Modifica les dades a Wikidata |
|       | Begís                     | 400      | 42,4           | 9,43     | 799     | 12430             | 12022            | Modifica les dades a Wikidata |
|       | Benafer                   | 170      | 17             | 10       | 587     | 12449             | 12024            | Modifica les dades a Wikidata |
|       | Benafigos                 | 126      | 35,6           | 3,54     | 945     | 12134             | 12025            | Modifica les dades a Wikidata |
|       | Benassal                  | 1.052    | 79,6           | 13,22    | 830     | 12160             | 12026            | Modifica les dades a Wikidata |
|       | Benicarló                 | 29.607   | 47,9           | 618,1    | 21      | 12580             | 12027            | Modifica les dades a Wikidata |
|       | Benicàssim                | 20.322   | 36,1           | 562,94   | 15      | 12560             | 12028            | Modifica les dades a Wikidata |
|       | Benitandús                |          |                |          |         |                   | 12006000200      | Modifica les dades a Wikidata |
|       | Benlloc                   | 1.115    | 43,5           | 25,63    | 315     | 12181             | 12029            | Modifica les dades a Wikidata |
|       | Betxí                     | 5.592    | 21,4           | 261,31   | 102     | 12549             | 12021            | Modifica les dades a Wikidata |
|       | Borriana                  | 36.927   | 47,2           | 782,35   | 13      | 12530             | 12032            | Modifica les dades a Wikidata |
|       | Borriol                   | 5.945    | 62,1           | 95,78    | 208     | 12190             | 12031            | Modifica les dades a Wikidata |
|       | Cabanes                   | 3.313    | 131,6          | 25,17    | 290     | 12180             | 12033            | Modifica les dades a Wikidata |
|       | Canet lo Roig             | 699      | 687            | 1,02     | 329     | 12350             | 12036            | Modifica les dades a Wikidata |
|       | Castell de Cabres         | 22       | 30,7           | 0,72     | 1.129   | 12319             | 12037            | Modifica les dades a Wikidata |
|       | Castellfort               | 190      | 66,7           | 2,85     | 1.180   | 12159             | 12038            | Modifica les dades a Wikidata |
|       | Castellnou                | 884      | 19,2           | 46,04    | 347     | 12413             | 12039            | Modifica les dades a Wikidata |
|       | Castelló de la Plana      | 180.379  | 111,3          | 1.620,22 | 27      | 12100 12001–12006 | 12040            | Modifica les dades a Wikidata |
|       | Catí                      | 760      | 102,3          | 7,43     | 661     | 12513             | 12042            | Modifica les dades a Wikidata |
|       | Caudiel                   | 722      | 62,4           | 11,57    | 632     | 12440             | 12043            | Modifica les dades a Wikidata |
|       | Cervera del Maestrat      | 643      | 93,2           | 6,9      | 313     | 12578             | 12044            | Modifica les dades a Wikidata |
|       | Cinctorres                | 442      | 34,9           | 12,66    | 907     | 12318             | 12045            | Modifica les dades a Wikidata |
|       | Cirat                     | 214      | 41,1           | 5,21     | 339     | 12231             | 12046            | Modifica les dades a Wikidata |
|       | Cortes d'Arenós           | 311      | 80,6           | 3,86     | 985     | 12127             | 12048            | Modifica les dades a Wikidata |
|       | Costur                    | 535      | 21,9           | 24,43    | 465     | 12119             | 12049            | Modifica les dades a Wikidata |
|       | Culla                     | 493      | 116,3          | 4,24     | 1.088   | 12163             | 12051            | Modifica les dades a Wikidata |
|       | Càlig                     | 2.048    | 27,5           | 74,47    | 122     | 12589             | 12034            | Modifica les dades a Wikidata |
|       | El Forcall                | 477      | 39,2           | 12,17    | 699     | 12310             | 12061            | Modifica les dades a Wikidata |
|       | Eslida                    | 785      | 18             | 43,61    | 381     | 12528             | 12057            | Modifica les dades a Wikidata |
|       | Espadella                 | 89       | 12             | 7,42     | 294     | 12230             | 12058            | Modifica les dades a Wikidata |
|       | Fanzara                   | 297      | 35             | 8,49     | 229     | 12230             | 12059            | Modifica les dades a Wikidata |
|       | Figueres                  | 46       | 11,8           | 3,9      | 671     | 12449             | 12069            | Modifica les dades a Wikidata |
|       | Figueroles                | 518      | 12,1           | 42,81    | 360     | 12122             | 12060            | Modifica les dades a Wikidata |
|       | Gaibiel                   | 199      | 18,1           | 11,01    | 517     | 12415             | 12065            | Modifica les dades a Wikidata |
|       | Geldo                     | 651      | 0,6            | 1.162,5  | 300     | 12412             | 12067            | Modifica les dades a Wikidata |
|       | Herbers                   | 69       | 27,1           | 2,55     | 672     | 12317             | 12068            | Modifica les dades a Wikidata |
|       | Llucena                   | 1.420    | 137            | 10,36    | 568     | 12120             | 12072            | Modifica les dades a Wikidata |
|       | Lludient                  | 175      | 31,4           | 5,58     | 431     | 12123             | 12073            | Modifica les dades a Wikidata |
|       | Matet                     | 91       | 14,9           | 6,11     | 586     | 12415             | 12076            | Modifica les dades a Wikidata |
|       | Moncofa                   | 8.011    | 14,5           | 551,34   | 6       | 12593             | 12077            | Modifica les dades a Wikidata |
|       | Montanejos                | 643      | 37,8           | 17,01    | 418     | 12448             | 12079            | Modifica les dades a Wikidata |
|       | Montant                   | 421      | 34,1           | 12,35    | 580     | 12447             | 12078            | Modifica les dades a Wikidata |
|       | Morella                   | 2.494    | 413,5          | 6,03     | 984     | 12300             | 12080            | Modifica les dades a Wikidata |
|       | Navaixes                  | 846      | 7,9            | 107,22   | 383     | 12470             | 12081            | Modifica les dades a Wikidata |
|       | Nules                     | 14.062   | 50             | 281,24   | 13      | 12520             | 12082            | Modifica les dades a Wikidata |
|       | Olocau del Rei            | 135      | 44             | 3,07     | 1.042   | 12312             | 12083            | Modifica les dades a Wikidata |
|       | Onda                      | 25.817   | 108,4          | 238,12   | 194     | 12200             | 12084            | Modifica les dades a Wikidata |
|       | Orpesa                    | 11.785   | 26,4           | 446,4    | 33      | 12594             | 12085            | Modifica les dades a Wikidata |
|       | Palanques                 | 34       | 14,3           | 2,38     | 670     | 12311             | 12087            | Modifica les dades a Wikidata |
|       | Pavies                    | 73       | 14,4           | 5,07     | 738     | 12449             | 12088            | Modifica les dades a Wikidata |
|       | Peníscola                 | 8.496    | 79             | 107,54   | 46      | 12598             | 12089            | Modifica les dades a Wikidata |
|       | Pina                      | 118      | 31,6           | 3,73     | 1.039   | 12429             | 12090            | Modifica les dades a Wikidata |
|       | Portell de Morella        | 155      | 49,4           | 3,14     | 1.074   | 12318             | 12091            | Modifica les dades a Wikidata |
|       | Ribesalbes                | 1.163    | 9              | 129,22   | 172     | 12210             | 12095            | Modifica les dades a Wikidata |
|       | Rossell                   | 892      | 74,9           | 11,91    | 471     | 12511             | 12096            | Modifica les dades a Wikidata |
|       | Sacanyet                  | 77       | 30,5           | 2,52     | 1.015   | 12469             | 12097            | Modifica les dades a Wikidata |
|       | Sant Joan de Moró         | 3.644    | 29             | 125,66   | 178     | 12130             | 12902            | Modifica les dades a Wikidata |
|       | Sant Jordi                | 1.381    | 36,5           | 37,84    | 175     | 12320             | 12099            | Modifica les dades a Wikidata |
|       | Sant Mateu                | 2.004    | 64,6           | 31,02    | 325     | 12170             | 12100            | Modifica les dades a Wikidata |
|       | Sant Rafel del Riu        | 530      | 21,1           | 25,12    | 360     | 12510             | 12101            | Modifica les dades a Wikidata |
|       | Santa Magdalena de Polpís | 768      | 66,5           | 11,55    | 123     | 12597             | 12102            | Modifica les dades a Wikidata |
|       | Sogorb                    | 9.640    | 107,5          | 89,66    | 358     | 12400             | 12104            | Modifica les dades a Wikidata |
|       | Soneixa                   | 1.513    | 29,1           | 51,99    | 263     | 12480             | 12106            | Modifica les dades a Wikidata |
|       | Sorita                    | 111      | 68,8           | 1,61     | 661     | 12311             | 12141            | Modifica les dades a Wikidata |
|       | Sot de Ferrer             | 498      | 8,6            | 57,64    | 230     | 12489             | 12107            | Modifica les dades a Wikidata |
|       | Sucaina                   | 174      | 51,6           | 3,37     | 812     | 12125             | 12142            | Modifica les dades a Wikidata |
|       | Suera                     | 573      | 22,2           | 25,81    | 316     | 12223             | 12108            | Modifica les dades a Wikidata |
|       | Tales                     | 834      | 15             | 55,6     | 242     | 12221             | 12109            | Modifica les dades a Wikidata |
|       | Teresa                    | 231      | 19,9           | 11,61    | 636     | 12469             | 12110            | Modifica les dades a Wikidata |
|       | Toga                      | 108      | 13,5           | 7,99     | 291     | 12230             | 12113            | Modifica les dades a Wikidata |
|       | Torralba                  | 59       | 21,2           | 2,78     | 729     | 12225             | 12116            | Modifica les dades a Wikidata |
|       | Torre-xiva                | 127      | 11,9           | 10,72    | 339     | 12232             | 12118            | Modifica les dades a Wikidata |
|       | Torreblanca               | 5.674    | 29,8           | 190,4    | 31      | 12596             | 12117            | Modifica les dades a Wikidata |
|       | Toràs                     | 268      | 16,8           | 15,95    | 773     | 12431             | 12114            | Modifica les dades a Wikidata |
|       | Traiguera                 | 1.300    | 59,8           | 21,74    | 271     | 12330             | 12121            | Modifica les dades a Wikidata |
|       | Tírig                     | 432      | 42,3           | 10,21    | 464     | 12179             | 12111            | Modifica les dades a Wikidata |
|       | Vallat                    | 71       | 5              | 14,17    | 276     | 12230             | 12123            | Modifica les dades a Wikidata |
|       | Vallibona                 | 64       | 91,4           | 0,7      | 666     | 12315             | 12127            | Modifica les dades a Wikidata |
|       | Vila-real                 | 52.505   | 55,1           | 952,56   | 42      | 12540             | 12135            | Modifica les dades a Wikidata |
|       | Vilafamés                 | 1.938    | 70,4           | 27,53    | 391     | 12192             | 12128            | Modifica les dades a Wikidata |
|       | Vilafermosa               | 490      | 108,9          | 4,5      | 755     | 12124             | 12130            | Modifica les dades a Wikidata |
|       | Vilafranca                | 2.139    | 93,8           | 22,8     | 1.125   | 12150             | 12129            | Modifica les dades a Wikidata |
|       | Vilamalur                 | 97       | 19,5           | 4,97     | 644     | 12224             | 12131            | Modifica les dades a Wikidata |
|       | Vilanova d'Alcolea        | 585      | 68,4           | 8,55     | 344     | 12183             | 12132            | Modifica les dades a Wikidata |
|       | Vilanova de Viver         | 98       | 6              | 16,47    | 891     | 12428             | 12133            | Modifica les dades a Wikidata |
|       | Vilar de Canes            | 156      | 15,9           | 9,81     | 668     | 12162             | 12134            | Modifica les dades a Wikidata |
|       | Villatorcas               |          |                |          |         |                   | 12104000500      | Modifica les dades a Wikidata |
|       | Villores                  | 53       | 5              | 10,6     | 738     | 12311             | 12137            | Modifica les dades a Wikidata |
|       | Vinaròs                   | 30.278   | 95,5           | 317,05   | 7       | 12150 12500       | 12138            | Modifica les dades a Wikidata |
|       | Vistabella del Maestrat   | 361      | 151            | 2,39     | 1.246   | 12135             | 12139            | Modifica les dades a Wikidata |
|       | Viver                     | 1.680    | 49,9           | 33,65    | 559     | 12460             | 12140            | Modifica les dades a Wikidata |
|       | Xert                      | 686      | 82,5           | 8,31     | 470     | 12360             | 12052            | Modifica les dades a Wikidata |
|       | Xilxes                    | 3.094    | 13,6           | 227,5    | 7       | 12592             | 12053            | Modifica les dades a Wikidata |
|       | Xodos                     | 116      | 44,3           | 2,62     | 1.063   | 12134             | 12055            | Modifica les dades a Wikidata |
|       | Xèrica                    | 1.726    | 78,3           | 22,04    | 523     | 12450             | 12071            | Modifica les dades a Wikidata |
|       | Xóvar                     | 312      | 18,3           | 17,04    | 415     | 12499             | 12056            | Modifica les dades a Wikidata |
|       | el Castell de Vilamalefa  | 113      | 37,7           | 3        | 808     | 12123             | 12041            | Modifica les dades a Wikidata |
|       | el Toro                   | 262      | 110            | 2,38     | 1.011   | 12429             | 12115            | Modifica les dades a Wikidata |
|       | l'Alcora                  | 10.581   | 94,9           | 111,5    | 279     | 12110             | 12005            | Modifica les dades a Wikidata |
|       | l'Alcúdia de Veo          | 213      | 30,7           | 6,94     | 465     | 12222             | 12006            | Modifica les dades a Wikidata |
|       | la Font de la Reina       | 59       | 8              | 7,38     | 981     | 12428             | 12063            | Modifica les dades a Wikidata |
|       | la Jana                   | 688      | 19,5           | 35,28    | 299     | 12340             | 12070            | Modifica les dades a Wikidata |
|       | la Llosa                  | 1.042    | 10             | 104,2    | 19      | 12591             | 12074            | Modifica les dades a Wikidata |
|       | la Mata de Morella        | 184      | 15,2           | 12,11    | 826     | 12312             | 12075            | Modifica les dades a Wikidata |
|       | la Pobla Tornesa          | 1.325    | 25,8           | 51,36    | 304     | 12191             | 12094            | Modifica les dades a Wikidata |
|       | la Pobla d'Arenós         | 174      | 42,7           | 4,07     | 626     | 12428             | 12092            | Modifica les dades a Wikidata |
|       | la Pobla de Benifassà     | 240      | 136            | 1,76     | 705     | 12599             | 12093            | Modifica les dades a Wikidata |
|       | la Salzadella             | 678      | 49,9           | 13,59    | 339     | 12186             | 12098            | Modifica les dades a Wikidata |
|       | la Serra d'en Galceran    | 1.043    | 82             | 12,72    | 748     | 12182             | 12105            | Modifica les dades a Wikidata |
|       | la Serratella             | 113      | 18,8           | 6,01     | 781     | 12184             | 12103            | Modifica les dades a Wikidata |
|       | la Todolella              | 147      | 34             | 4,32     | 806     | 12312             | 12112            | Modifica les dades a Wikidata |
|       | la Torre d'en Besora      | 163      | 12             | 13,58    | 647     | 12161             | 12119            | Modifica les dades a Wikidata |
|       | la Torre d'en Doménec     | 182      | 3              | 60,67    | 306     | 12184             | 12120            | Modifica les dades a Wikidata |
|       | la Vall d'Alba            | 3.103    | 53             | 58,55    | 300     | 12194             | 12124            | Modifica les dades a Wikidata |
|       | la Vall d'Almonesir       | 281      | 21,1           | 13,3     | 440     | 12414             | 12125            | Modifica les dades a Wikidata |
|       | la Vall d'Uixó            | 31.884   | 67,1           | 475,17   | 118     | 12600             | 12126            | Modifica les dades a Wikidata |
|       | la Vilavella              | 3.073    | 6              | 512,17   | 38      | 12526             | 12136            | Modifica les dades a Wikidata |
|       | les Alqueries             | 4.563    | 12,6           | 362,14   | 40      | 12539             | 12901            | Modifica les dades a Wikidata |
|       | les Coves de Vinromà      | 1.865    | 136,4          | 13,67    | 202     | 12185             | 12050            | Modifica les dades a Wikidata |
|       | les Fonts d'Aiòder        | 95       | 11             | 8,64     | 505     | 12225             | 12064            | Modifica les dades a Wikidata |
|       | les Useres                | 961      | 80,7           | 11,91    | 401     | 12118 y 12131     | 12122            | Modifica les dades a Wikidata |